# الا گروس
الا مک‌کنزی گروس (انگلیسی: Ella McKenzie Gross, ‎/ˈɛlə mə kɛŋˈziː ɡroʊs/‎, کره‌ای: 엘라 메켄지 그로스؛ زادهٔ ۱ دسامبر ۲۰۰۸) که با نام الا شناخته می‌شود، خواننده، مدل و بازیگر آمریکایی است. او حرفهٔ خود را به عنوان مدل در سن دو سالگی آغاز کرد و مدل برندهایی همچون اچ اند ام، لیوایز و گپ بوده است. گروس به عنوان خواننده، عضوی از گروه دخترانهٔ کره‌ای «میو» زیر نظر بلک لیبل است.

## اوایل زندگی
الا مک‌کنزی گروس زادهٔ ۱ دسامبر ۲۰۰۸، در لس آنجلس، کالیفرنیا، از مادر کره‌ای و پدر آلمانی-آمریکایی، با نام کره‌ای نابی (کره‌ای: 나비) است. او یک برادر کوچکتر با اخلاف سنی دو سال دارد. گروس در کودکی رقص باله و هنرهای رزمی ترکیبی را فرا گرفت.